# Pocałunek (rzeźba Rodina)
Pocałunek (fr. Le Baiser) – rzeźba Auguste Rodina, wykonana w  marmurze, przedstawiająca parę w akcie pocałunku. Rzeźba została wykonana na wniosek francuskiego rządu, na paryską wystawę EXPO w 1889 roku. Jest eksponowana w Muzeum Rodina w Paryżu.